# Micranthocereus albicephalus
Micranthocereus albicephalus es una especie de planta fanerógama de la familia Cactaceae. Es endémica del sudeste de Minas Gerais en Brasil donde se encuentra en los secos matorrales tropicales o subtropicales. Está tratada en peligro de extinción por pérdida de hábitat. 

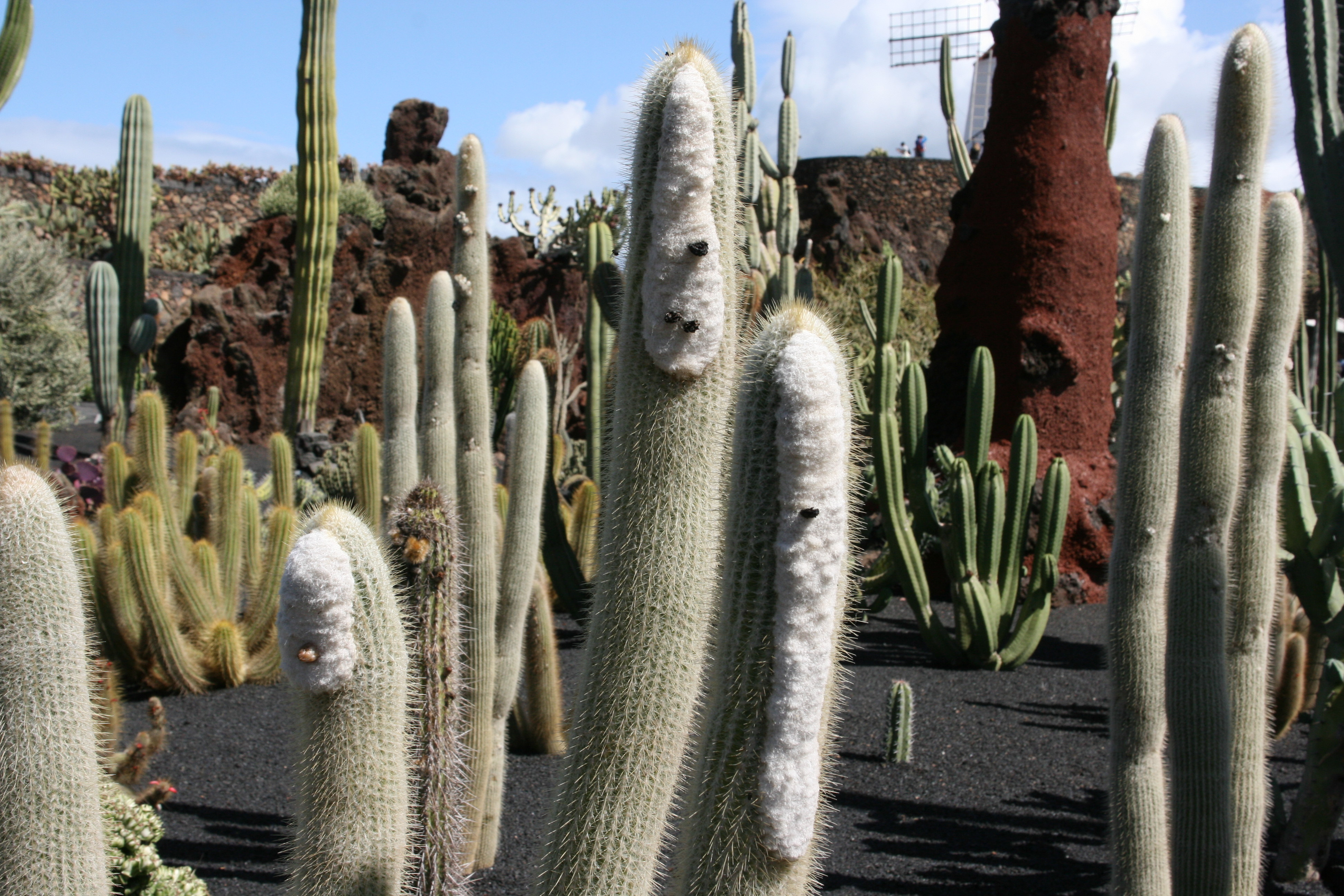
Vista de la planta

## Descripción
Es una planta  perenne carnosa y columnar, armada de espinos, de color verde y con las flores de color blanco. Es una especie rara en la vida silvestre.

## Distribución
Micranthocereus albicephalus es nativa de Serra do Espinhaço (Serra Geral) el norte de Minas Gerais y la adyacente al sur Bahía, a altitudes de 800 a 1200 m s. n. m. El Grado distribución está por debajo de 20.000 km². El Área de ocupación se estima en menos de 2.000 km².

## Taxonomía
Micranthocereus albicephalus fue descrita por (Buining & Brederoo) F.Ritter y publicado en Kakteen in Südamerika 1: 108. 1979.
Etimología
Micranthocereus: nombre genérico que deriva de las palabras griegas: "μικρός" micra = "pequeño", ἅνθος antha = "flor" y Cereus = un género de las cactáceas.
albicephalus: epíteto latíno que significa "con cabeza blanca"
Sinonimia
- Austrocephalocereus albicephalus basónimo
- Coleocephalocereus albicephalus
- Micranthocereus aureispinus
- Micranthocereus monteazulensis